# Haines City
Haines City és una població dels Estats Units a l'estat de Florida. Segons el cens del 2004 tenia 14.530 habitants.

## Demografia
Segons el cens del 2000, Haines City tenia 13.174 habitants, 4.749 habitatges, i 3.409 famílies. La densitat de població era de 613,6 habitants/km².
Dels 4.749 habitatges en un 30,7% hi vivien nens de menys de 18 anys, en un 49,3% hi vivien parelles casades, en un 17,4% dones solteres, i en un 28,2% no eren unitats familiars. En el 23,2% dels habitatges hi vivien persones soles el 12,3% de les quals corresponia a persones de 65 anys o més que vivien soles. El nombre mitjà de persones vivint en cada habitatge era de 2,73 i el nombre mitjà de persones que vivien en cada família era de 3,18.
Per edats la població es repartia de la següent manera: un 27,2% tenia menys de 18 anys, un 10,3% entre 18 i 24, un 25% entre 25 i 44, un 18,9% de 45 a 60 i un 18,6% 65 anys o més.
L'edat mediana era de 35 anys. Per cada 100 dones de 18 o més anys hi havia 91,1 homes.
La renda mediana per habitatge era de 27.636 $ i la renda mediana per família de 30.678 $. Els homes tenien una renda mediana de 21.806 $ mentre que les dones 19.279 $. La renda per capita de la població era de 13.818 $. Entorn del 14,7% de les famílies i el 18,6% de la població estaven per davall del llindar de pobresa.

## Poblacions més properes
El següent diagrama mostra les poblacions més properes.